# 沙河镇 (高县)
沙河镇是中华人民共和国四川省宜宾市高县下属的一个镇，位于四川省西南部，地处浅丘，距“万里长江第一城”宜宾市30公里，与翠屏区、长宁县、珙县接壤。毗邻闻名天下的“蜀南竹海”风景区，也是外界通往神秘的“僰人悬棺”风景区、及世界地质公园“石海洞乡风景区"的必经之路，交通发达、物产丰富、商贾繁华。
清代属庆符县安定乡。民国十五年（1926）建沙河镇。民国二十四年（1935）改联保。民国二十九年（1940）10月复为镇。1951年2月，因纪念烈士赵锡正更名为锡正乡。1952 年 7 月复置镇。1956 年 2 月改为沙河驿。1958 年 10 月，与凤凰乡合建沙河公社。1960 年随庆符县并入高县。1961 年 8 月恢复沙河镇。1978 年 3 月划归沙河公社。1980 年复置镇。1992 年9 月，撤区建镇。
沙河幅员面积116.46 平方公里，辖24 个行政村2个社区188 个村民小组。总人口5.1 万人，其中城镇人口1.2万人。耕地面积36569 亩，森林覆盖率34% 。
沙河镇是1996 年10月被列为四川省第四批小城镇建设试点镇，区位优势明显，距宜宾市35公里，珙县巡场镇13公里。宜珙铁路穿境而过。宜珙公路、长云公路在此交汇，是宜宾旅游环线上重要的交通枢纽，是川南重要的物资集散地。镇境周边分别有蜀南竹海、七仙湖、汉王山等国家、省和市级农业旅游风景区。

## 行政区划
现辖：
清溪社区、赛金社区、天府村、园田村、马道村、革新村、高屋村、白庙村、凤新村、竹林村、芋荷村、直属村、杨柳村、新阳村、麻柳村、二七村、三八村、上龙村、石岗村、跳墩村、大里村、石河村、雪顶村、上古村、牟家村和新堰村。

## 特产
- 沙河豆腐：国家地理标志产品。沙河豆腐以其香、脆、嫩、鲜、酥、麻、辣、烫等特色，享誉西南地区及浙江、北京、广东等省（市）的大中城市，主要有麻辣豆腐、脑花豆腐、洗沙豆腐100 多个品种。因而沙河镇富有“豆腐之乡”之美誉。
- 沙河板鸭：沙河板鸭以其色好、肉香、味美，远销到新加坡、俄罗斯等地。
- 沙河“特小凤”西瓜，也是高县沙河镇的特产。是2003年引进浙江“特小凤”西瓜进行种植并获得成功，在省、市优质西瓜评比中均获金奖。这种西瓜以皮薄、味美、色鲜、大小适宜等特点而深受广大消费者青睐，产品供不应求。目前，全镇规模种植1000 亩，产值800万元。